# Темирханов, Арсен Саруханович
Арсен Саруханович Темирханов (род. 24 октября 1976, Бекабад, Ташкентская область) — российский самбист, призёр чемпионатов России и Европы по боевому самбо, мастер спорта России, боец смешанных единоборств.

## Биография
Родился 24 октября 1976 года в Бекабаде. По национальности лезгин. С детства занимался вольной борьбой под руководством отца.
Семья переехала в Екатеринбург, где не оказалось секций вольной борьбы и он перешёл на самбо. Становился призёром чемпионатов России, призёром и чемпионом чемпионатов Европы, побеждал на этапах Кубка мира.
В 1999 году занялся смешанными единоборствами. В 2001 году выиграл чемпионат России по джиу-джитсу, в 2003 и 2004 годах — чемпионат России по армейскому рукопашному бою.
Тренер сборной ГУВД Екатеринбурга, также готовит сотрудников охранных предприятий.

## Спортивные результаты
- Чемпионат России по боевому самбо 2010 года — ;

## Семья
Отец лезгин, тренер по вольной борьбе Сарухан Сефиханович Темирханов. Мать русская. Старший брат Сефихан — кандидат в мастера спорта по вольной борьбе.